# Vittorio Bersezio

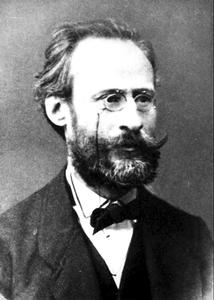
Vittorio Bersezio.

Vittorio Bersezio, född den 22 mars 1828 i Peveragno, död den 30 januari 1900 i Turin, var en italiensk författare och politiker.
Bersezio studerade juridik i Turin och grundade 1865 Gazzetta piemontese, vars veckobilaga Gazzetta letteraria fick litterär betydelse genom hans kritiker. Berzerio utvecklade en mycket livlig verksamhet som novellist och dramatiker. Bland hans berättelser bör nämnas de realistiska piemontesiska skildringarna Novelliere contemporaneo, vidare La famiglia, Il piacere della vendetta, Corrutela, Palmina och Povera Giovanna. Det på piemontesiska skrivna lustspelet Le disgrassie d'monsü Travett (uppfört 1893 i Stockholm i svensk översättning under titeln "Kronans kaka") är den berömdaste av hans dramer, av vilka många gjorde scenlycka, som Pietro Micca, Una bolla di sapone och Un pugno incognito. År 1864 invaldes han i parlamentet, där han tillhörde det piemontesiska oppositionspartiet. Berzerio uppträdde som historiker med ett större kulturhistoriskt arbete, Il regno di Vittorio Emanuele II, trent'anni di vita italiana (5 band, 1878–1895), med mera.